# باکتری گوگردی سبز
باکتری‌های گوگردی سبز (Chlorobiaceae) خانواده‌ای از باکتری‌های فتواتوتروف بی‌هوازی هستند. آن‌ها به همراه Ignavibacteriaceae غیر فتوسنتزی، شاخه Chlorobi را تشکیل می‌دهند.
باکتری‌های گوگردی سبز نامتحرک هستند (به جز کلروهرپتون تالاسیوم که ممکن است سر بخورد) و توانایی فتوسنتز غیر اکسیژن‌زا دارند. باکتری‌های گوگردی سبز برخلاف گیاهان بیشتر از یون‌های سولفید به عنوان اهداکننده الکترون استفاده می‌کنند. آن‌ها اتوتروف‌هایی هستند که از چرخه اسید تری‌کربوکسیلیک معکوس برای انجام تثبیت کربن استفاده می‌کنند. باکتری‌های گوگردی سبز در اعماق تا ۱۴۵ متر در دریای سیاه، با در دسترس بودن نور کم یافت شده‌اند.
ویژگی‌های باکتری‌های گوگردی سبز
- رنگدانه فتوسنتزی عمده: باکتریوکلروفیل‌ها به علاوه c d یا e
- محل رنگدانه‌های فتوسنتزی: کلروزوم‌ها و غشاهای پلاسما
- اهداکننده الکترون فتوسنتز: H2 ،H2S ,S
- رسوب گوگرد: بیرون از یاخته
- نوع سوخت‌وساز: فتولیتوتروف[۶]

## زیستگاه
دریای سیاه، یک محیط کاملاً بی‌اکسیژن است که جمعیت زیادی از باکتری‌های گوگردی سبز را در عمق حدود ۱۰۰ متر خود جای داده‌است. به دلیل کمبود نور در این بخش از دریا، بیشتر باکتری‌ها از نظر فتوسنتزی غیرفعال هستند. فعالیت فتوسنتزی تشخیص داده‌شده در شیمی سولفید نشان می‌دهد که باکتری‌ها برای نگهداری یاخته نیاز به انرژی بسیار کمی دارند.
گونه‌ای از باکتری‌های گوگردی سبز در نزدیکی چاه گرمابی در سواحل مکزیک در عمق ۲۵۰۰ متری اقیانوس آرام یافت شده‌اند. در این عمق، باکتری که GSB1 نام‌گذاری شده‌است، در زیر درخشش کم نور دهانه حرارتی زندگی می‌کند، زیرا نور خورشید نمی‌تواند تا آن عمق نفوذ کند.

## سوخت‌وساز

### فتوسنتز در باکتری‌های گوگردی سبز
باکتری‌های گوگردی سبز از مرکز واکنش فتوسنتز نوع ۱ استفاده می‌کنند. مراکز واکنش نوع I باکتریایی هم‌ساخت فتوسیستم ۱ (PSI) در گیاهان و سیانوباکترها هستند. مراکز واکنش باکتری‌های گوگردی سبز حاوی باکتریوکلروفیل a هستند و به دلیل طول موج برانگیختگی ۸۴۰ نانومتر که جریان الکترون را تأمین می‌کند، به نام مراکز واکنش P۸۴۰ شناخته می‌شوند. در باکتری‌های گوگردی سبز مرکز واکنش با یک مجموعه بزرگ برداشت نور به نام کلروزوم مرتبط است که انرژی نور را برداشت کرده و به مرکز واکنش هدایت می‌کند. بیشینهٔ جذب کلروزوم‌ها در ناحیه فراسرخ در طیف میان ۷۲۰ تا ۷۵۰ نانومتر است زیرا حاوی باکتریوکلوروفیل c ,d و e هستند. یک مجموعه پروتئینی به نام فنا-متیوس-اولسون (FMO) در میان کلروزوم‌ها و مرکز واکنش P۸۴۰ واقع شده‌است. مجموعه FMO کمک می‌کند تا انرژی جذب‌شده توسط کلروزوم به‌طور مؤثری به مرکز واکنش منتقل شود.
فتوسیستم ۱ و مرکز واکنش نوع ۱ قادر به کاهش فردوکسین (Fd) هستند، یک احیاکننده قوی که می‌تواند برای تثبیت CO۲ و کاهش NADPH استفاده شود. هنگامی که مرکز واکنش به Fd الکترون می‌دهد، به یک عامل اکسیدکننده (P840+) با پتانسیل کاهش حدود ۳۰۰ میلی‌ولت تبدیل می‌شود. گرچه این رخداد به اندازه کافی مثبت نیست که الکترون‌ها را از آب سلب کند تا O2 تولید شود (E0 = ۸۲۰ میلی ولت)، اما می‌تواند الکترون‌ها را از منابع دیگر مانند یون‌های H2S، تیوسولفات یا Fe+۲ نیز بپذیرد. به این انتقال الکترون از اهداکننده‌هایی مانند H۲S به گیرنده Fd جریان الکترون خطی یا انتقال الکترون خطی گفته می‌شود. اکسیداسیون یون‌های سولفید منجر به تولید گوگرد به عنوان ماده زائدی می‌شود که به صورت گویچه در سطح بیرونی غشای یاخته تجمع می‌یابد. نام باکتری گوگردی سبز از این گویچه‌های گوگردی گرفته شده‌است. وقتی سولفید تخلیه می‌شود، گویچه‌های گوگردی مصرف و بیشتر به سولفات اکسید می‌شوند. با این حال، مسیر اکسیداسیون گوگرد به خوبی درک نشده‌است.
به جای عبور الکترون‌ها به Fd، خوشه‌های Fe-S در مرکز واکنش P840 می‌توانند الکترون‌ها را به مناکینون (MQ: MQH2) منتقل کنند که الکترون‌ها را از طریق یک زنجیره انتقال الکترون (ETC) به +P840 برمی‌گرداند. الکترون‌های MQH2 در بازگشت به RC از یک مجموعه سیتوکروم bc1 عبور می‌کنند (شبیه به کمپلکس III میتوکندری) که یون‌های +H را از طریق غشا پمپ می‌کند. پتانسیل الکتروشیمیایی پروتون‌های سراسر غشا برای سنتز ATP توسط ATP سنتاز FoF1 استفاده می‌شوند. این زنجیره انتقال الکترون وظیفه تبدیل انرژی نور به انرژی سلولی به شکل ATP را دارد.

### تثبیت کربن باکتری‌های گوگردی سبز
باکتری‌های گوگردی سبز، فوتوتروف هستند: آن‌ها نه تنها از نور انرژی می‌گیرند، بلکه می‌توانند با استفاده از کربن دی‌اکسید به عنوان تنها منبع کربن خود، رشد کنند. آن‌ها کربن دی‌اکسید را با استفاده از چرخه تری‌کربوکسیلیک اسید معکوس (چرخه rTCA) که در آن انرژی برای کاهش کربن دی‌اکسید به منظور ساخت پیروات و استات مصرف می‌شود، تثبیت می‌کنند. از این مولکول‌ها به عنوان مواد اولیه برای ساخت همه قطعه‌های سازنده یک یاخته بهره می‌برند که در ساخت ماکرومولکول‌ها نقش دارند. چرخه rTCA از نظر انرژی بسیار کارآمد است و باعث می‌شود باکتری‌ها در شرایط کم نور رشد کنند. با این حال چندین آنزیم حساس به اکسیژن دارد که کارایی آن را در شرایط هوازی محدود می‌کنند.
واکنش‌های معکوس چرخه تری‌کربوکسیلیک اسید اکسیداتیو توسط چهار آنزیم کاتالیز می‌شوند:
1. پیرووات:فردوکسین (Fd) اکسیدوردوکتاز:
acetyl-CoA + CO2 + 2Fdred + 2H+ ⇌ pyruvate + CoA + 2Fdox
2. ATP سیترات لیاز:
ACL, acetyl-CoA + oxaloacetate + ADP + Pi ⇌ citrate + CoA + ATP
3. آلفا-کتوگلوتارات:فردوکسین اکسیدوردوکتاز:
succinyl-CoA + CO2 + 2Fdred + 2H+ ⇌ α-ketoglutarate + CoA + 2Fdox
4. فومارار ردوکتاز
succinate + acceptor ⇌ fumarate + reduced acceptor

### میکسوتروفی در باکتری‌های گوگردی سبز
باکتری‌های گوگردی سبز فوتوتروف‌های اجباری هستند: در نبود نور، حتی اگر به آن‌ها مواد آلی داده شود توانایی رشد ندارند. با این حال، آن‌ها گونه‌ای از میکسوتروفی را نشان می‌دهند که می‌توانند ترکیب‌های آلی ساده را در حضور نور و CO۲ مصرف کنند.

### تثبیت نیتروژن
بیشتر باکتری‌های گوگردی سبز دیازوتروف هستند: آن‌ها می‌توانند نیتروژن را به آمونیاک کاهش دهند و سپس برای ساخت آمینواسیدها از آن بهره ببرند.